# Ivar Smilga
Ivar Smilga (lettiska: Ivars Smilga, ryska: И́вар Сми́лга), född 2 december 1892 i Aloja, död 10 januari 1938 i Moskva, var en lettisk bolsjevikledare och politiker. Han tillhörde vänsteroppositionen i Sovjetunionen.

## Biografi
År 1907 gick Smilga med i Rysslands socialdemokratiska arbetareparti. Han blev 1910 arresterad i samband med en demonstration mot dödsstraffet. Han släpptes men blev ånyo gripen i juli 1911 och deporterades till Vologda. Han återkom 1914 och gick med i bolsjevikpartiet i Petrograd. Året därpå blev Smilga återigen arresterad och dömd till tre års fängelse i Vologda. Han frisläpptes i förtid i samband med februarirevolutionen 1917. Samma år utsågs han till ledamot av bolsjevikpartiets centralkommitté tillsammans med bland andra Vladimir Lenin, Josef Stalin, Grigorij Zinovjev, Lev Kamenev och Grigorij Sokolnikov.
År 1917 utbröt ryska inbördeskriget och Smilga var bland annat politisk kommissarie vid den södra fronten. År 1919 kom det till en brytning mellan Smilga och Lev Trotskij om hur man skulle agera i det rådande inbördeskriget. Smilga lierade sig med Stalin, mot Trotskij. Maktkamperna inom partiet gjorde dock att Smilga sedermera åter förenade sig med Trotskij. Stalin, som efter Lenins död 1924 hade övertagit makten, lät 1927 deportera Smilja till Chabarovsk. Smilga tilläts komma tillbaka och återupptogs som medlem i bolsjevikpartiet. Tillsammans med bland andra Trotskij, Zinovjev och Kamenev bildade Smilga emellertid en hemlig motståndsgrupp mot Stalin.
Kort efter mordet på Sergej Kirov greps Smilga och dömdes till fem års fängelse. Han blev dock förrådd av Zinovjev och arkebuserades i januari 1938.